# عبد الرحمن عناد
عبد الرحمن عناد (مواليد 6 سبتمبر 1996) هو لاعب كرة قدم قطري يلعب في خط الوسط حالياً مع النادي العربي.
لعب سابقاً لأندية الريان و الشحانية .

## روابط خارجية
- عبد الرحمن عناد على موقع Soccerway.com (الإنجليزية)